# Archives d'architecture moderne
Vous pouvez aider à l'améliorer ou bien discuter des problèmes sur sa page de discussion.
- Il ne cite pas suffisamment ses sources. Vous pouvez indiquer les passages à sourcer avec {{référence nécessaire}} ou {{Référence souhaitée}}, et inclure les références utiles en les liant aux notes de bas de page. (Marqué depuis mars 2024)
- Certaines informations devraient être mieux reliées aux sources mentionnées dans la bibliographie ou les liens externes. Améliorez sa vérifiabilité en les associant par des références. (Marqué depuis mars 2024)

- Archive Wikiwix
- Bing
- Cairn
- DuckDuckGo
- E. Universalis
- Gallica
- Google
- G. Books
- G. News
- G. Scholar
- Persée
- Qwant
- (zh) Baidu
- (ru) Yandex
- (wd) trouver des œuvres sur Wikidata

Les Archives d'architecture moderne à Bruxelles, connue également sous le sigle AAM, est une association sans but lucratif créée à Bruxelles en 1969 par l'historien de l'art Robert-Louis Delevoy et les architectes Maurice Culot, Bernard de Walque et François Terlinden, dans le but de sauver, rassembler et rendre accessibles aux chercheurs les fragiles papiers délaissés par les constructeurs belges.

## Historique
Cette association a été fondée par Maurice Culot et François Terlinden dans la foulée de la parution de leur ouvrage Antoine Pompe ou l'effort moderne en Belgique et de l'exposition qui s'ensuivit en 1968 au musée d'Ixelles (Bruxelles).
Cet élan initial a été concrétisé dès le début par une équipe savante et enthousiaste de jeunes chercheurs, pour une part issus de l'E.N.S.A.A.V. - La Cambre (actuellement Faculté d'Architecture La Cambre-Horta à l'ULB), comme les architectes Anne Van Loo, Michel Louis, Marie Demanet ou les historiens Annick Braumann, Éric Hennaut ou Liliane Liessens, dont les travaux, les recherches et les publications ont rapidement fait connaître et apprécier cette institution nouvelle.
En 1986, la Fondation pour l'Architecture a été créée à l’initiative de Philippe Rotthier pour donner aux AAM un centre d’expositions spécifiques et constituer un lieu de rencontres internationales. En mai 2002, les AAM ont inauguré, dans une ancienne loge maçonnique, rue de l'Ermitage, le Musée d’Architecture – La Loge qui leur a permis de présenter leurs collections à travers des choix thématiques. Ce lieu est aujourd'hui destiné à la promotion de l'architecture vernaculaire et de l'art contemporain.

## Bibliothèque et archives
La Bibliothèque des AAM est composée de ses propres collections, de la Bibliothèque Jean Dethier et de la Bibliothèque Philippe Rotthier. Elle est riche de quelque 30 000 ouvrages, anciens et récents, concernant l'architecture, l'urbanisme, l'histoire des villes et des techniques de la construction. Elle compte aussi de nombreux recueils rares belges et étrangers ainsi qu’une collection exceptionnelle de revues d'architecture, d'urbanisme et d'arts appliqués des XIXe et XXe siècles qui comprend quelque 250 titres dont les revues importantes : L'Émulation, 7 Arts, La Cité, The Studio (Londres), Moderne Bauformen (Berlin), Wendingen (Amsterdam), etc. et une sélection de revues contemporaines internationales.
Articles de revues et journaux, nécrologies et écrits de ou sur les architectes, l'urbanisme, l'histoire des villes, l'esthétique, portraits et photographies des œuvres sont rassemblés et classés par thoème ou par architectes. Ils concernent principalement la Belgique mais aussi les grandes figures et mouvements architecturaux internationaux.
Les fonds photographiques comprennent des centaines de tirages d'époque et quelque dix mille négatifs anciens (fonds Kessels, Chambon, Dewin, Bourgeois, etc.).
Des milliers de tirages noir et blanc et d'ektachromes reproduisant les principaux documents des divers fonds d'archives sont accessibles à des fins d'éditions, d'expositions, de films, etc.
Les collections des Archives d'Architecture Moderne ont été intégrées au CIVA en 2016, ainsi que pour les collections de Sint-Lukasarchief, la Bibliothèque René Pechère et le Centre Paul Duvigneaud.

## Activités éditoriales, d'exposition et de recherches
Les AAM, outre la conservation et la recherche, se consacrent également aux moyens d'expositions et de publications, à intéresser le public à la découverte de sa ville et de ses architectes. 
L'exposition fondatrice sur l'œuvre d'Antoine Pompe a été suivie de nombreuses autres manifestations, parmi lesquelles : La Cambre, Henri Sauvage, Paysages de l'Industrie, Henry van de Velde, Godin et le Familistère de Guise, Le Parc Léopold, Paysage d'Architecture, Akarova, Renaat Braem, Louis Herman De Koninck, Paul Hankar, Bruxelles Art Nouveau, L’avant-garde belge 1880-1900. Architecture, Les mots de la maison, Les mots de la ville, L’Art Déco à Bruxelles, Les cités-jardins en Belgique, Jos Bascourt, L’appartement témoin du siècle, Bruxelles et la Senne, Old England et Paul Saintenoy, Robert Schuiten. Le feu sacré, Le Bon et le mauvais Goût, etc.
Parmi les recherches réalisées par l’association, on peut citer l'inventaire de l'architecture industrielle à Bruxelles en 24 volumes, l'inventaire des Maisons du Peuple en Wallonie et à Bruxelles en 8 volumes, l'inventaire des monuments en voiries régionales bruxelloises, l'étude des Pierres et Marbres de Wallonie) et de nombreuses études historiques consacrées à des architectes, des courants ou des périodes (Renaat Braem, Paul Hankar et l’Art Nouveau, Le bombardement de Bruxelles par Louis XIV, Le bois et le métal dans les façades à Bruxelles, l'Art Déco à Bruxelles, Histoire de l'Académie de Bruxelles…).
En 1975, les AAM ont remporté le concours lancé par le Ministère de la Culture (France) pour l'élaboration d'une méthode d'inventaire et de mise en valeur du patrimoine architectural du XXe siècle. Il en a résulté deux publications de référence : Le siècle de l'Éclectisme 1830-1930 (AAM, 1979) et Les Châteaux de l'Industrie (AAM, 1980).
Les AAM sont l'auteur entre autres du Plan d'aménagement qui préserve le patrimoine en région bruxelloise, celui de la rue Royale à Saint-Josse-ten-Noode (1976), du Schéma de structure et du Règlement d’urbanisme du centre ancien du village de Lasne (Brabant wallon, 1990-2001), du manuel des espaces publics bruxellois (1995), de l'inventaire des immeubles d'angles à préserver dans le centre historique de Bruxelles (1983).
L'association réalise régulièrement des dossiers de classement, participe aux réunions des commissions de concertation, organise et collabore à des manifestations pour sensibiliser le public aux menaces de destruction d'immeubles remarquables. Elle réalise également des études historiques et des missions de conseil pour la restauration de bâtiments classés, par exemple : l’ancien relais de poste de la place de la Vieille Halle aux Blés à Bruxelles pour la Société de développement pour la Région de Bruxelles-Capitale, la Prévoyance sociale à Anderlecht pour la Régie des bâtiments, le théâtre Varia à Jumet pour l'Institut du patrimoine wallon, etc.

## Conseil d’administration
Situation en 2013-2014 :
- Président : Maurice Culot, architecte E.N.S.A.A.V. La Cambre, ancien responsable du programme Histoire à l’Institut français d'architecture à Paris